# هوک‌سای
هوک‌سای (ほくさい HOKUSAI) یک فیلم ژاپنی به کارگردانی هاجیمه هاشیموتو و با بازی یویا یاگیرا و مین تاناکا است که در ۲۸ مه ۲۰۲۱ اکران شد. یویا یاگیرا نقش جوانی و میانسالی و تاناکا نقش دوران پیری کاتسوشیکا هوکوسای را بازی می‌کند. در ابتدا قرار بود در ۲۹ مه ۲۰۲۰ منتشر شود، در ۲ آوریل ۲۰۲۰، کمیته تولید و توزیع کننده SDP وضعیت آلودگی ویروس کرونای جدید و آژانس دولتی را اعلام کرد. با توجه به این سیاست، اعلام شد که اکران فیلم به سال ۲۰۲۱ موکول شود. سپس، در نوامبر، اعلام شد که در ماه مه ۲۰۲۱ منتشر خواهد شد. در آوریل ۲۰۲۱، اعلام شد که در تابستان همان سال در تایوان منتشر خواهد شد.
فیلم به سی و سومین جشنواره بین‌المللی فیلم توکیو دعوت شده‌است.

## بازیگران
- کاتسوشیکا هوکوسای (نوجوانی: شیروهی، جوانی / میانسالی: یویا یاگیرا، پیری: مین تاناکا)
- اوتامارو کیتاگاوا: هیروشی تاماکی[۲]
- کوتو: میوری تاکیموتو[۷]
- گومون ناگای: کانجی تسودا[۷]
- کوزان تاکای: مونتاکا آئوکی[۷]
- توکیچی / تاکیزاوا باکین: یوکی سوجیموتو
- شاراکو توشوسای: سیشوئو اوراگامی
- مایوکی: هاروکا ایمو
- ساکای: رن کاواهارا
- تانه‌هیکو ریوتی: ناگایاما ایتا[۲]
- تسوتایا جوزابورو: آبه هیروشی[۲]

## لینک خارجی
- 映画『HOKUSAI』公式サイト
  - 映画『HOKUSAI』 در توییتر
  - Hokusai 2020 Project در فیس‌بوک
  - 映画『HOKUSAI』 در اینستاگرام